# Zoni Weisz
Zoni Weisz (geboren als Johannes Weisz, roepnaam Johan) (Den Haag, 4 maart 1937) is een Nederlandse Sinto, overlevende van de Holocaust en bloemist.

## Leven
Weisz is het oudste kind van Jacoba en Johannes Weisz. Johannes Weisz was een muzikant en instrumentmaker, die ook een muziekwinkel dreef in Zutphen. Hij had twee zusters en een broer.
Toen op 16 mei 1944 in Nederland razzia’s plaatsvonden die gericht waren tegen de Sinti en Roma werden Johannes Weisz en zijn gezin naar het doorgangskamp Westerbork gebracht.
Doordat Zoni Weisz was ondergedoken bij een tante in een dorp buiten de stad, kon hij aanvankelijk aan arrestatie ontkomen. Korte tijd later werd hij ontdekt en zou met de overige familie naar het concentratiekamp Auschwitz-Birkenau worden gedeporteerd. Omdat op 19 april 1944 de met Zigeunertransport aangeduide deportatietrein met 245 Nederlandse Sinti en Roma al op weg was naar Auschwitz, werd besloten dat zij moesten worden overgebracht naar Assen om daar bij zijn familie in de deportatietrein te worden gevoegd.
Dankzij de hulp van een Nederlandse politieman die mogelijk deel uitmaakte van het verzet, lukte het Weisz met het gezin van zijn tante te ontsnappen in een andere trein, terwijl zijn familie werd gedeporteerd naar Auschwitz. Zijn vader werd vermoord in het concentratiekamp Mittelbau-Dora, zijn moeder, zusjes en broertje in Auschwitz-Birkenau. Weisz en zijn overgebleven familie verborgen zich in het bos en werden vervolgens bij boeren ondergebracht. Ten slotte bereikte Weisz zijn grootouders, waar hij bleef tot het einde van de oorlog.
Weisz ging na de oorlog weer naar school en voltooide zijn opleiding. Hij werkte vervolgens bij een bloemist en bezocht daarna de tuinbouwschool. Weisz kreeg een stageplaats op Paleis Het Loo. Na zijn opleiding ging hij voor twee jaar in militaire dienst in Suriname. Na zijn terugkeer werkte Weisz bij de bekende Nederlandse bloemenhandelaar Georg Kiersch in Amsterdam en studeerde hij tuin- en landschapsarchitectuur en kunstgeschiedenis.
In 1958 nam Weisz het bedrijf van Kiersch over. Met tentoonstellingen werd hij internationaal bekend, in Nederland werd hij een toonaangevend bloemist. Weisz kreeg een vermelding in het Guinness Book of Records voor het grootste bloemstuk ter wereld.
Weisz werkte voor de Nederlandse koninklijke familie en maakte onder andere de bloemversieringen bij de inhuldiging van koningin Beatrix en het huwelijk van prins Willem-Alexander. Hij was actief als een vertegenwoordiger van de Nederlandse bloemenindustrie.
Op 18 april 2023 legde Weisz in Zutphen Stolpersteine ter nagedachtenis aan zijn vader, moeder, zusjes en broertjes.

## Publicatie
In 2016 verscheen de autobiografie Zoni: De vergeten holocaust. Mijn leven als Sinto, ondernemer en overlevende. ISBN 9789021020259

## Inzet voor de nagedachtenis van de slachtoffers van het nationaalsocialisme
Weisz is lid van het Nederlands Auschwitz Comité en van het Internationaal Auschwitz Comité en hij houdt met tal van activiteiten de herinnering aan de Holocaust levend. In januari 2007 was hij de belangrijkste spreker bij de opening van de tentoonstelling The Holocaust against the Roma and Sinti and present-day racism in Europe in het hoofdkwartier van de Verenigde Naties in New York.
Weisz is jurylid voor de toekenning van de Europese Burgerrechtenprijs van de Sinti en Roma.
Op 27 januari 2011 was Weisz de eerste vertegenwoordiger van de Sinti en Roma die de Duitse Bondsdag toesprak, in nagedachtenis aan de bevrijding van Auschwitz. In de toespraak beschreef Weisz zijn ervaringen.

In New York was Weisz op 27 januari 2016 aanwezig om de Algemene Vergadering van de Verenigde Naties toe te spreken in het kader van Holocaust Memorial Day. Hij vertelde zijn persoonlijke oorlogsverhaal en waarschuwde voor racisme en discriminatie in de wereld.

## Onderscheiding
Koningin Beatrix benoemde Zoni Weisz tot Officier in de Orde van Oranje-Nassau. Hij ontving de onderscheiding voor zijn inzet voor de Nederlandse bloemenindustrie en zijn inzet voor de Sinti en Roma.